# ボローニャ歌劇場フィルハーモニー
ボローニャ歌劇場フィルハーモニー(Filarmonica del Teatro Comunale di Bologna)はボローニャ市立歌劇場を母体として結成されたイタリアのオーケストラ。2008年に創立。現在の首席指揮者はロベルト・アバドである。ボローニャ市の中心部に位置するマンゾーニ・オーディトリウムを本拠地とする。創立以来、様々なツィクルスを展開し、世界的な指揮者や演奏家と共演。その中にはネヴィル・マリナー、ミハイル・プレトニョフ、フィリップ・アントルモン、アンジェラ・ヒューイット、ミッシャ・マイスキーなどがいる。

## 概要
ボローニャ歌劇場管弦楽団のメンバーにより2008年に自主的に創設。以来、世界的に著名なアーティストと共演を重ねる。
共演者の中にはゲルト・アルブレヒト、ミケーレ・マリオッティ、ネヴィル・マリナー、アレクサンドル・ヴェデルニコフ、ミハイル・プレトニョフ、ロベルト・アバド、イーヴォ・ポゴレリチ、フィリップ・アントルモン、ダニール・トリフォノフ、ルイ・ロルティ、アレクサンダー・ロンクヴィッヒ、リーリャ・ジルベルシュテイン、アンジェラ・ヒューイット、アレクサンダー・マロフェーエフ、ミッシャ・マイスキー、ダヴィド・ゲリンガス、ギドン・クレーメル、サラ・チャン、庄司紗矢香、ニコラ・ベネデッティ、ジュリアン・ラクリンらの名が挙げられる。

### 歴史
2008年から2013年までアルベルト・ヴェロネージがフィルハーモニーの芸術監督を務め、在任期間中に数々のシンフォニーコンサートに加え、トスカ、カヴァレリア・ルスティカーナ、道化師などのヴェリズモ作品を指揮した。
2010年には世界的なフルート奏者であるジョルジョ・ザニョーニがフィルハーモニーの理事長に就任した。
2014年2月、吉田裕史が芸術監督に就任。フィルハーモニーとの最初のコンサートは、バイバ・スクリデをソリストに迎えてのブラームスのヴァイオリン協奏曲とそしてモーツァルトの交響曲第41番「ジュピター」。フィルハーモニーとの共演は成功を収め、結果として日本ツアーの実現へ繋がることとなる。2015年、京都国立博物館と姫路城においてオペラ「道化師」が吉田の指揮によって上演された。また、東京と京都においてフィルハーモニーとのコンサートを指揮。2016年、ジャパンオペラフェスティバルにおいてボローニャ歌劇場フィルハーモニーを指揮しトゥーランドットを上演。公演場所は世界遺産の平城宮跡。2016年、吉田はボローニャ市において歴史上初となるニューイヤーコンサートを指揮。このコンサートは理事長であるジョルジョ・ザニョーニとの共同作業であった。2020年9月、吉田はボローニャ市内最大の病院であるサントルソラ総合病院からの依頼により、医療従事者へ捧げられたコンサートを指揮。このコンサートは、医療従事者のコロナウイルスに対する献身的な救命活動への謝意と、この疫病の犠牲者に対して哀悼の意を表する特別な演奏会であった。サントルソラ医療財団は、このコンサートをボローニャ市内にある全ての病院とクリニックにライブ配信した。
2022年より3年間の契約で、既に数回に渡り客演実績があり、ボローニャ歌劇場とも10年来の関係にあるロベルト・アバドが首席指揮者に就任。

## 特別なプロダクション
フィルハーモニーはレコーディングの分野において積極的に活動している。名声あるドイツ・グラモフォンとのコラボレーションは特筆に値する。2009年と2013年に２枚のCDが栄誉あるエコー・クラシック賞を受賞した。メゾソプラノのエリーナ・ガランチャをフューチャーしロベルト・アバドが指揮をとったアルバム「ベル・カント」、そしてイブ・アベルの指揮による「ロマンティーク」がある。
フィルハーモニーはまた新たな形態による芸術表現に対しても積極的に関わっており、トニ・セルヴィッロとジョルジョ・バティステッリとのコラボレーションによる「スコンチェルト」と呼ばれる音楽劇を世に送り出した。デビューは、2011年10月、ボローニャのアレーナ・デル・ソーレ劇場。
フィルハーモニーは、個々の作曲家に捧げられたツィクルスを展開している。
- 2011：ラフマニノフ特集
- 2015：ベートーヴェン特集
- 2016：チャイコフスキー特集

## 社会的貢献活動
ボローニャ市との密接な関係に基づき、フィルハーモニーは社会貢献活動にも深く携わっている。2009年にラクイラを襲った大地震のために開催されたチャリティーコンサート、そしてアンドレア・ボチェッリをソリストに迎えたイタリア国営放送(RAI)との共催によるコンサートなどが特筆される。こうした召命はボローニャ市においても同様に果たされている。ボローニャの守護大聖堂におけるチャリティーコンサートを始め、2010年6月2日に行われたFANEP(Associazione Famiglie Neurologia Pediatrica)のためのコンサート、聖ステファノ教会修復のためのコンサート、そして2020年に聖オルソラ病院で行われた医療従事書へ捧げられたコンサートなどである。

## 音楽監督
- アルベルト・ヴェロネージ (2008–2013)
- 吉田裕史 (2014–2021)
- ロベルト・アバド (2022–)